# Tournefortia scabra
Tournefortia scabra är en strävbladig växtart som beskrevs av Jean-Baptiste de Lamarck. Tournefortia scabra ingår i släktet Tournefortia och familjen strävbladiga växter. Inga underarter finns listade i Catalogue of Life.